# Eliteserien (Fußball)
Die Eliteserie (norwegisch Eliteserien) ist die höchste Spielklasse im norwegischen Fußball.

## Name
Im Regelwerk des Norwegischen Fußballverbandes wird die Liga als 0. Divisjon bezeichnet, deren Name jährlich vom Verband festgelegt wird. Der derzeit offizielle Name ist Eliteserien. Von 1990 bis 2016 hieß die Liga Tippeligaen (Wettliga) nach dem damaligen Sponsor, der Wettfirma Norsk Tipping.
Von 1948 bis 1962 hieß die Liga Hovedserien, davor Norgesserien („Norwegische Liga“). Von 1963 bis 1990 hieß die oberste Spielklasse 1. Divisjon. Diese Bezeichnung wurde später für die zweithöchste Klasse verwendet, die aber von 2005 bis 2013 Adeccoligaen genannt wurde und ab 2015 OBOS-Ligaen heißt (beide Namen ebenfalls nach einem Sponsor).

## Regeln
Die oberste norwegische Liga besteht aus 16 Mannschaften (seit 2009). Von März bzw. April bis November eines Jahres wird in 30 Spielen (je ein Heim- und Auswärtsspiel) der norwegische Meister ermittelt. Die zwei Klubs am Tabellenende steigen in die 1. Division ab. Der Drittletzte bestreitet Relegationsspiele gegen den Sieger der Qualifikationsrunde der 1. Division.
In den Saisons 2009 und 2010 wurde der dritte Absteiger bzw. Aufsteiger in einer Endrunde mit Halbfinale und Finale ermittelt: Der Drittletzte der Eliteserie spielte zuhause gegen den Fünftplatzierten der 1. Division im ersten Halbfinale. Das zweite Halbfinale bestritten der Drittplatzierte (Heimmannschaft) und der Viertplatzierte der 1. Division (es gab dabei jeweils nur ein Spiel). Im Finale spielten die beiden Sieger in Hin- und Rückspiel gegeneinander. Der Gewinner war in der folgenden Saison Teilnehmer an der Eliteserie. In der Saison 2011 wurde das Qualifikationsturnier wieder abgeschafft.

## Aktuelle Saison
| Verein              | Stadion                   | Kapazität |
| ------------------- | ------------------------- | --------- |
| Rosenborg Trondheim | Lerkendal-Stadion         | 21.405    |
| Vålerenga Oslo      | Intility Arena            | 17.333    |
| Brann Bergen        | Brann-Stadion             | 16.750    |
| Viking Stavanger    | Lyse Arena                | 16.300    |
| Fredrikstad FK      | Fredrikstad-Stadion       | 12.560    |
| Molde FK            | Aker-Stadion              | 11.800    |
| Strømsgodset IF     | Marienlyst-Stadion        | 08.935    |
| FK Haugesund        | Haugesund Sparebank Arena | 08.754    |
| FK Bodø/Glimt       | Aspmyra-Stadion           | 08.200    |
| Sarpsborg 08 FF     | Sarpsborg-Stadion         | 08.022    |
| Ham-Kam             | Briskeby Arena            | 07.800    |
| Tromsø IL           | Romssa Arena              | 06.691    |
| Sandefjord Fotball  | Jotun Arena               | 06.582    |
| Kristiansund BK     | Nordmøre-Stadion          | 04.444    |
| Bryne FK            | Bryne-Stadion             | 04.000    |
| KFUM Oslo           | KFUM Arena                | 01.500    |

Die Saison dauert in der Regel von Mitte März oder Anfang April bis Ende November.

## Qualifikation für europäische Vereinswettbewerbe
Platzierung in der UEFA-Fünfjahreswertung:
(in Klammern die Vorjahresplatzierung). Die Kürzel CL, EL und CO hinter den Länderkoeffizienten geben die Anzahl der Vertreter in der Saison 2026/27 der Champions League, der Europa League sowie der Conference League an.
- 09.  (10)  Tschechien (Liga, Pokal) – Koeffizient: 44.100 – CL: 2, EL: 2, CO: 1
- 10.  (09)  Türkei (Liga, Pokal) – Koeffizient: 43.900 – CL: 2, EL: 1, CO: 2
- 11.  (14)  Norwegen (Liga, Pokal) – Koeffizient: 39.687 – CL: 2, EL: 2, CO: 1
- 12.  (15)  Griechenland (Liga, Pokal) – Koeffizient: 39.312 – CL: 2, EL: 2, CO: 1
- 13.  (13)  Österreich (Liga, Pokal) – Koeffizient: 36.450 – CL: 2, EL: 1, CO: 2

Stand: Ende der Europapokalsaison 2024/25
In der UEFA-Fünfjahreswertung 2022 liegt die norwegische Liga auf Platz 17. Damit startet der norwegische Meister in der zweiten Qualifikationsrunde zur UEFA Champions League. Die Mannschaften auf Plätzen zwei und drei starten in der zweiten Qualifikationsrunde der UEFA Europa Conference League. Der Pokalsieger steigt in der dritten Qualifikationsrunde in die Conference League ein. Ist der Pokalsieger bereits über die Eliteserie qualifiziert, so geht das Teilnahmerecht auf den Finalgegner und danach auf den Vierten der Meisterschaft über.

## Liga-Meister
Die folgende Aufzählung enthält die Vereine, die seit 1938 die Liga-Meisterschaft in der obersten Spielklasse gewonnen haben. Allerdings durften Vereine aus Nord-Norwegen, z. B. der zweifache Pokalsieger Tromsø IL, erst ab 1972 in der höchsten Liga spielen.
| Verein              | Titel | Jahr |
| ------------------- | ----- | --- |
| Rosenborg Trondheim | 26    | 1967, 1969, 1971, 1985, 1988, 1990, 1992, 1993, 1994, 1995, 1996, 1997, 1998, 1999, 2000, 2001, 2002, 2003, 2004, 2006, 2009, 2010, 2015, 2016, 2017, 2018 |
| Fredrikstad FK      | 9     | 1938, 1939, 1949, 1951, 1952, 1954, 1957, 1960, 1961 |
| Viking Stavanger    | 8     | 1958, 1972, 1973, 1974, 1975, 1979, 1982, 1991 |
| Lillestrøm SK       | 5     | 1959, 1976, 1977, 1986, 1989 |
| Vålerenga Oslo      | 5     | 1965, 1981, 1983, 1984, 2005 |
| Molde FK            | 5     | 2011, 2012, 2014, 2019, 2022 |
| FK Bodø/Glimt       | 4     | 2020, 2021, 2023, 2024 |
| Larvik Turn         | 3     | 1953, 1955, 1956 |
| Brann Bergen        | 3     | 1962, 1963, 2007 |
| Lyn Oslo            | 2     | 1964, 1968 |
| Start Kristiansand  | 2     | 1978, 1980 |
| Strømsgodset IF     | 2     | 1970, 2013 |
| Fram Larvik         | 1     | 1950 |
| SK Freidig          | 1     | 1948 |
| Moss FK             | 1     | 1987 |
| Skeid Fotball       | 1     | 1966 |
| Stabæk Fotball      | 1     | 2008 |

### Rekordmeister
- bis 1993 Fredrikstad FK
- 1994 Fredrikstad FK und Rosenborg Trondheim (jeweils 9 Titel)
- seit 1995 Rosenborg Trondheim

## Zuschauerzahlen
| Saison | Schnitt | Spiele | Gesamt    |
| ------ | ------- | ------ | --------- |
| 2000   | 05.718  | 175    | 1.000.694 |
| 2001   | 05.564  | 182    | 1.012.614 |
| 2002   | 06.200  | 182    | 1.128.474 |
| 2003   | 06.598  | 182    | 1.200.779 |
| 2004   | 07.999  | 182    | 1.455.896 |
| 2005   | 09.491  | 182    | 1.727.367 |
| 2006   | 09.100  | 182    | 1.656.223 |
| 2007   | 10.519  | 182    | 1.914.377 |
| 2008   | 09.753  | 182    | 1.775.070 |
| 2009   | 08.961  | 240    | 2.150.658 |
| 2010   | 08.106  | 239    | 1.937.222 |
| 2011   | 07.997  | 240    | 1.919.275 |
| 2012   | 06.996  | 240    | 1.678.947 |
| 2013   | 06.811  | 240    | 1.634.733 |
| 2014   | 06.951  | 240    | 1.668.235 |
| 2015   | 06.674  | 240    | 1.601.774 |
| 2016   | 06.928  | 240    | 1.662.647 |
| 2017   | 06.699  | 240    | 1.607.762 |
| 2018   | 05.854  | 240    | 1.405.059 |
| 2019   | 05.693  | 240    | 1.366.509 |
| 2020   | 00.258  | 240    | 0.062.057 |
| 2021   | 02.892  | 240    | 0.694.226 |
| 02022  | 05.489  | 240    | 1.317.466 |
| 02023  | 07.223  | 240    | 1.733.660 |